# Distretto di San Ramón
Il distretto di  San Ramón è uno dei sei distretti della provincia di Chanchamayo, in Perù. Si trova nella regione di Junín e si estende su una superficie di  591,67 chilometri quadrati.